# ケスィージョ
ケスィージョ（スペイン語: quesillo, スペイン語発音: [keˈsiʎo]）は、ラテンアメリカ圏、スペイン、フィリピンの料理または食材であり、国によって意味が異なる。原義では小さなチーズを意味する。

## アルゼンチン

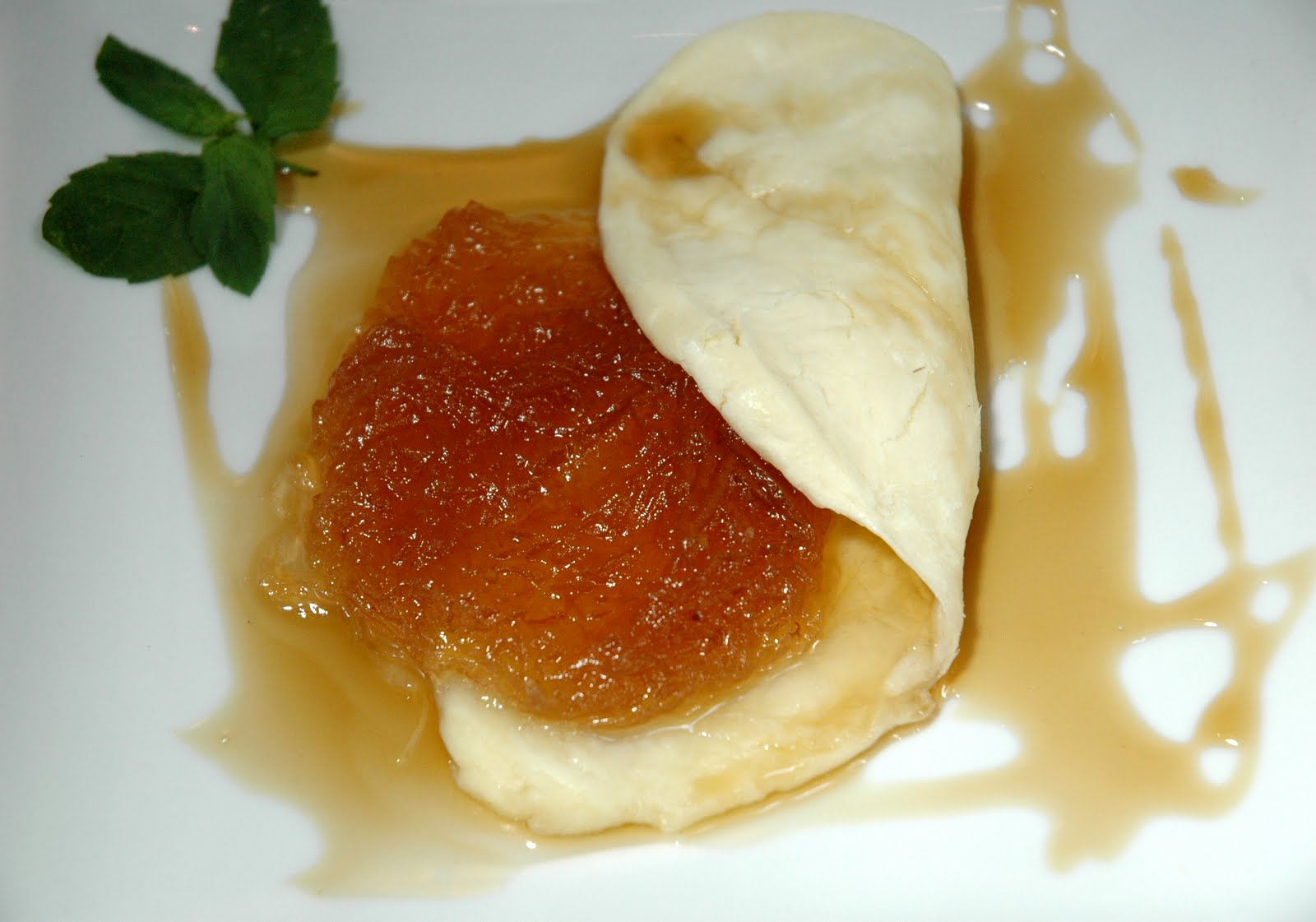
サルタのケスィージョ

アルゼンチンのケスィージョは主にカルカキー渓谷とレルマ渓谷で生産されており、スペイン人による征服が行われた際に、ヨーロッパの料理と現地のクレオール料理が混じり合って誕生した。

牛乳またはヤギ乳をフィラードまたは攪拌することにより、独特の食感と風味が得られる。

## チリ、ボリビア
チリとボリビアにおけるケスィージョは、小さなフレッシュチーズ
このチーズはコチャバンバ渓谷で好まれるチーズである。
このチーズは、無調整の牛乳にペプシンや酸を加え、トウモロコシくらいの大きさに固めた後、塩漬けにして乾燥させ、手のひらくらいの大きさに加工する。

それから2～3時間寝かせることによってぼろぼろになり、食べ頃となる。

## スペインのカナリア諸島
スペインのカナリア諸島におけるケスィージョは、フラン（スペイン式カスタードプリン）の一種を指す。
このケスィージョは、全卵とコンデスミルクで作るため、他のフランよりもかたい仕上がりになる。

## コロンビア
コロンビアにおけるケスィージョは、濃厚なクリームチーズをプランテン（クッキングバナナ）の葉で包んだものを指し、このチーズは乳業が盛んなトリマ県のグアモで生まれたとされている。
今日において、このチーズはボゴタやウバテをはじめとするクンディナマルカ県、アンティオキア県といった地域で商業的に生産されており、著名なブランドとしてPasco やColanta.がある。

## ドミニカ共和国
ドミニカ共和国におけるケスィージョはデザートを指す。
細かな差異はあるものの、だいたい甘くした牛乳と卵で作られたフランを指す。

## メキシコ
メキシコにおけるケスィージョは、オアハカチーズといった、球状にして売られているストリングチーズを指す。

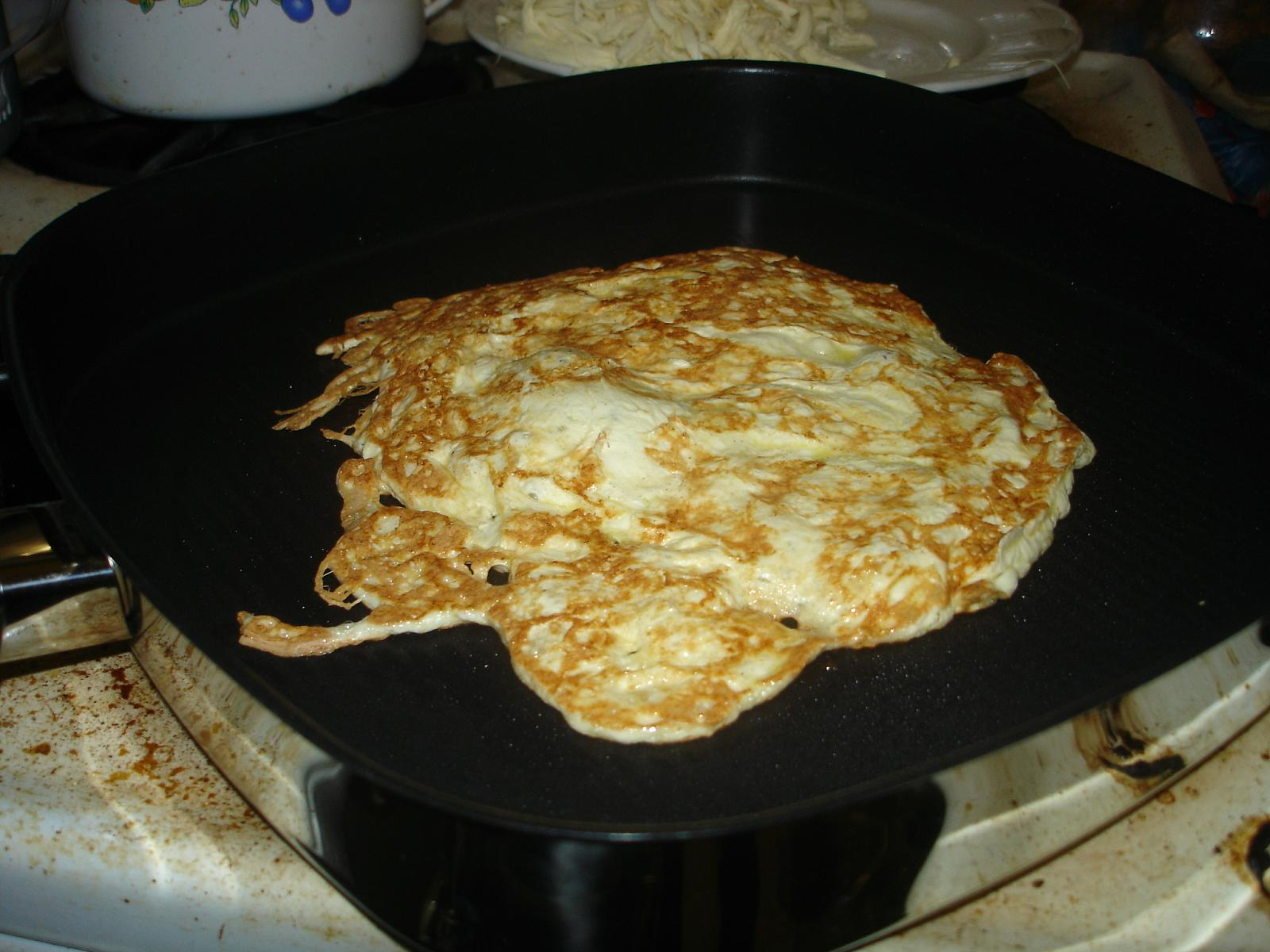
焼きオアハカチーズ
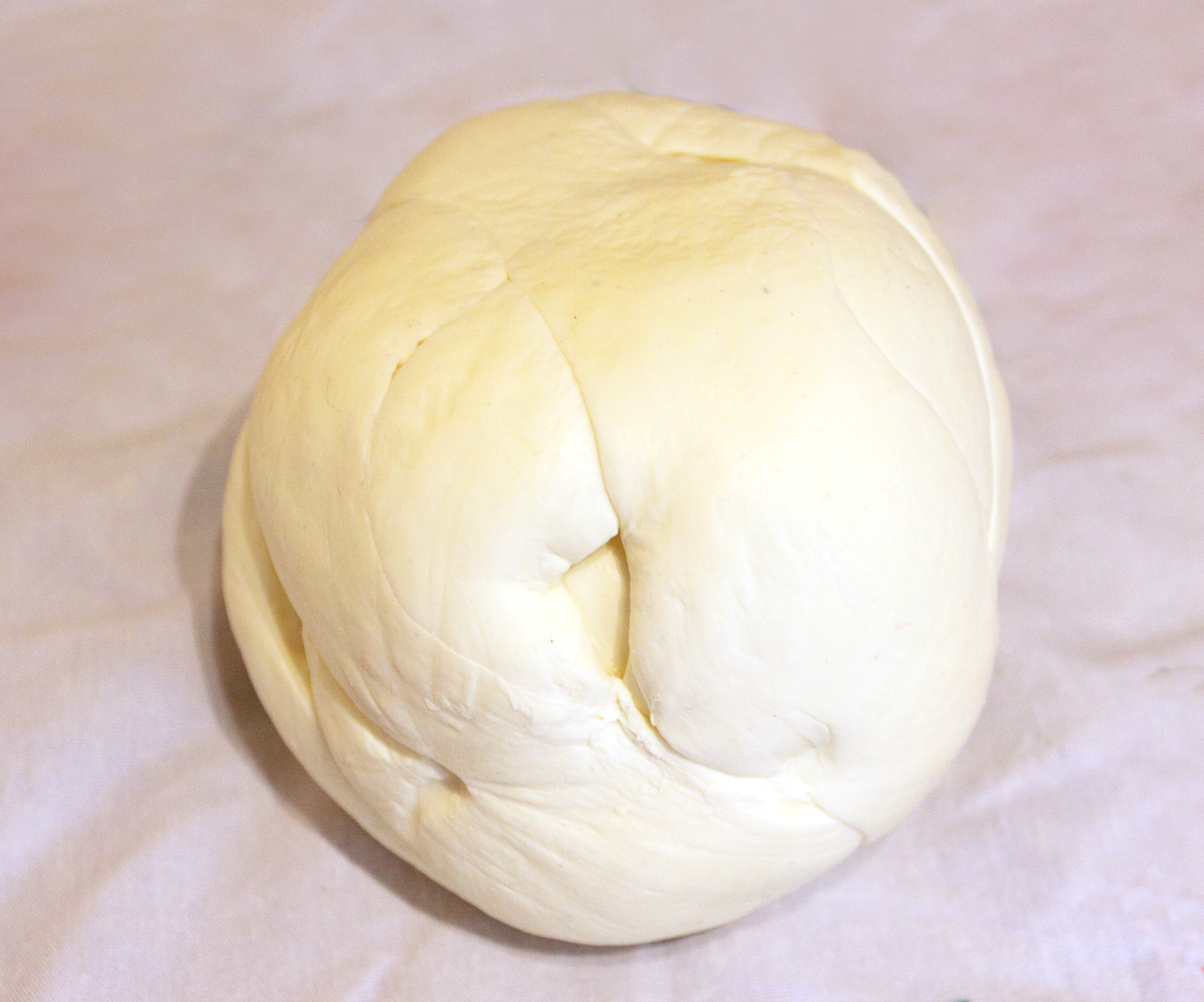
球状のオアハカチーズ
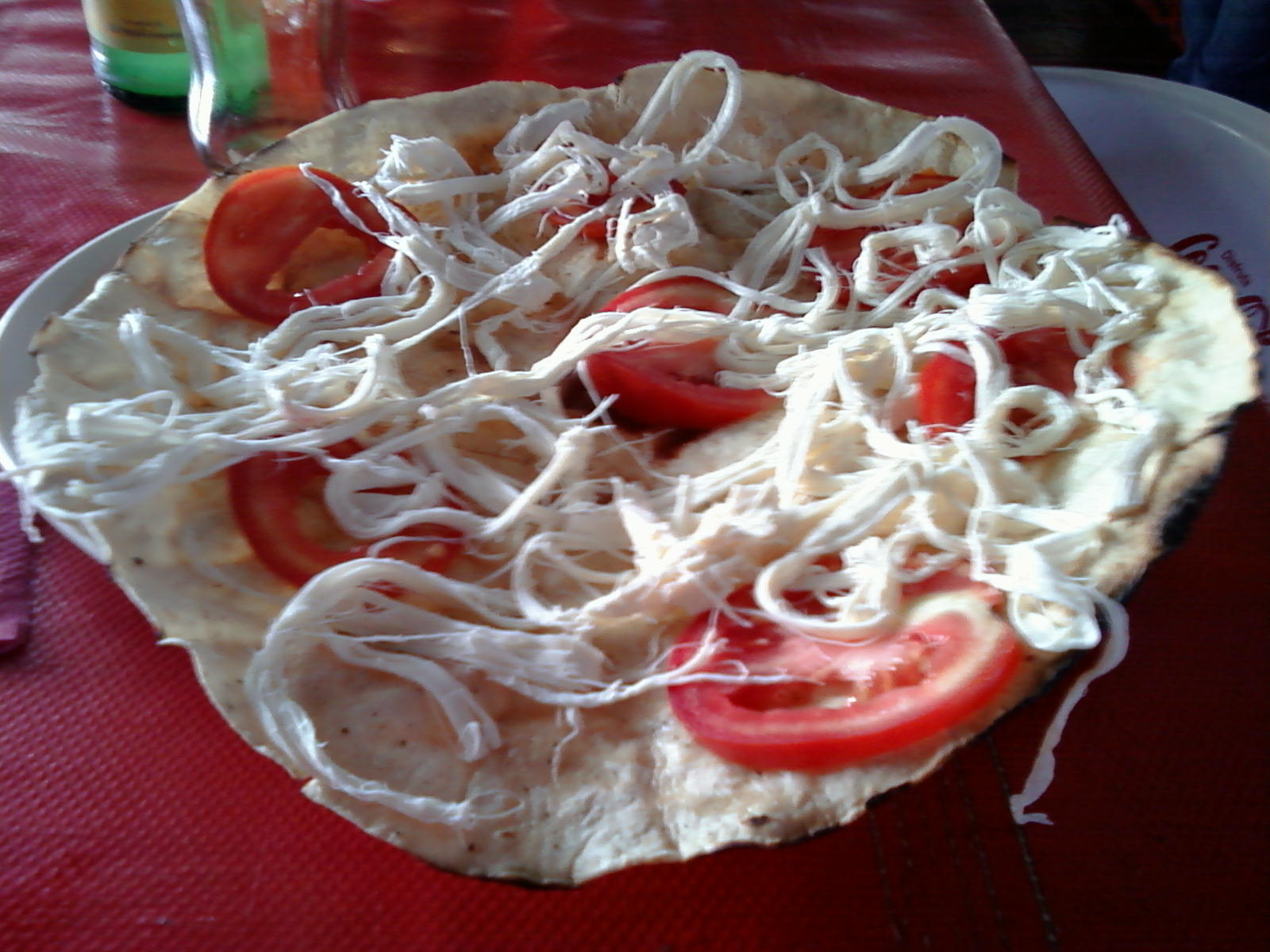
トマトとオアハカチーズを載せたトラユーダ（英語版）

## ニカラグア

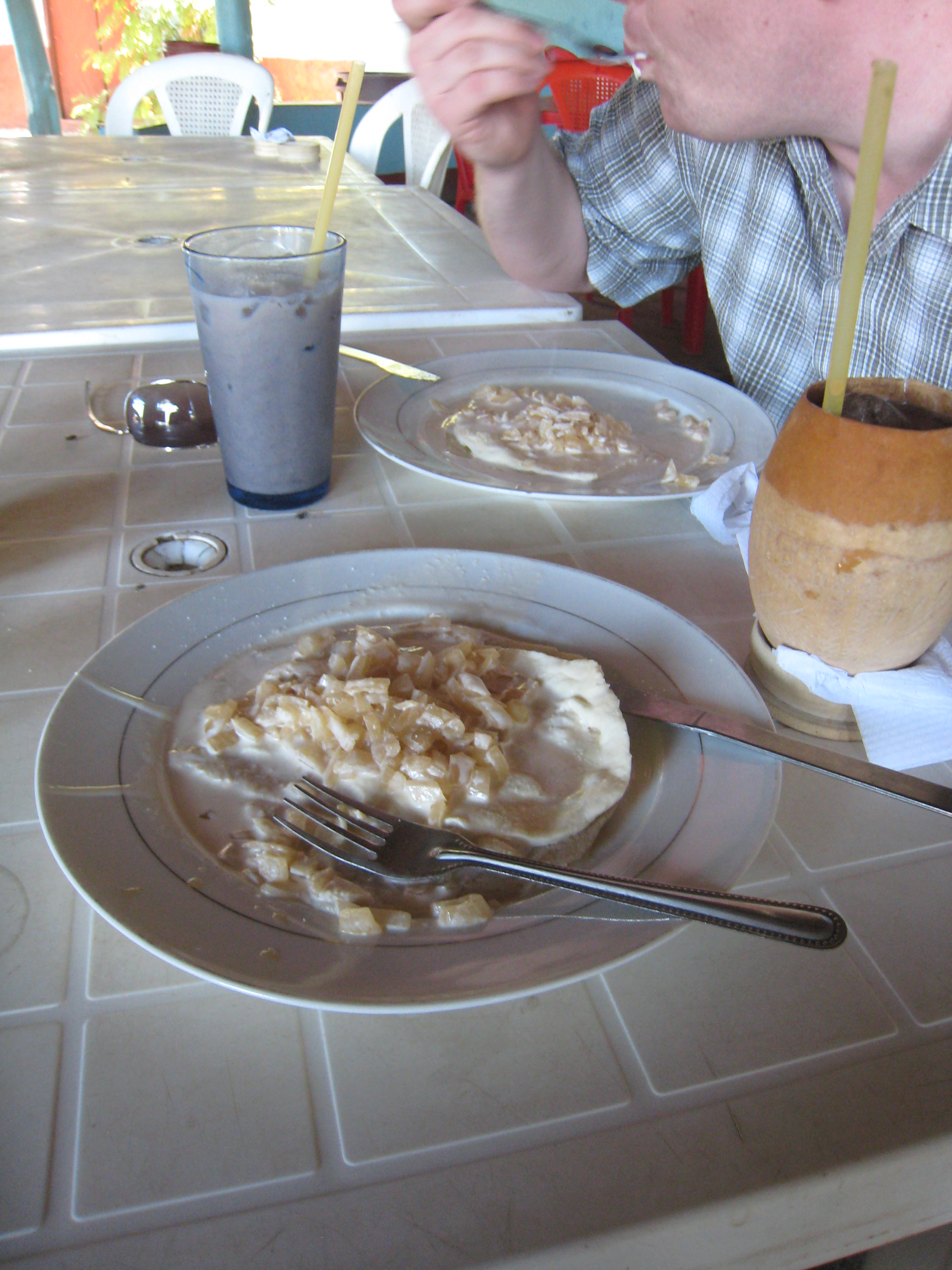
ニカラグアのケスィージョ

ニカラグアにおいて、ケスィージョは、分厚いトウモロコシのトルティーヤで具を包んだ料理を指す。具にはやわらかいチーズと玉ねぎのピクルスが用いられ、サワークリームや液状にしたチーズと酢がソースとして使われる。
この料理はレオン県発祥とされているが、ナガロテまたはラ・パス・セントロを発祥の地とする説もあり、論争が繰り広げられている。
この二者の大きな違いは、ラ・パズ・セントロの方で紫タマネギが使われていることである。
ケスィージョは道ばたで軽食として売られる他、ケスィーレラス（quesilleras）と呼ばれる売り子の女性が通りで販売しているときもある。

最も有名なケスィージョの屋台群はレオンとマナグアの間を結ぶ高速道路にある 。
ケスィージョにちなんだ言葉遊びとして、「もちろん」を意味する claro que siを claro quesillosにもじったフレーズがある。
 
というのも、ケスィージョの具はたれやすく、ビニールで覆われることが多いからである。
食べ終わった後のケスィージョの包みは丸められて街の片隅に捨てられ、その穴は最終的にケスィージョの包みであふれかえる。

## ペルー
ペルーにおいて、ケスィージョは小さなフレッシュチーズのパティを示しており、たいていの場合は、道ばたや市場、小さな商店で自家製チーズとして女性によって売られている。

アンデス地方において、このチーズをシチューやスープに使うのが一般的とされている。

## フィリピン
フィリピンにおいて、ケスィージョは、白くて柔らかい、カラバオという水牛乳またはヤギ乳に酢や柑橘汁およびレンネットを加えて固めたチーズを指す。
これらのチーズはフィリピン各地において様々な名称で呼ばれており、例えばルソン島のカヴィテーニョ（スペイン語ベースのクレオール言語であるチャバカノ語の一つ）でkesilyo (kasilyoとも) と呼ばれるチーズは、ケソンプティのことを指す。
また、セブ島には、queseo or kiseyoという似たようなチーズが存在する。

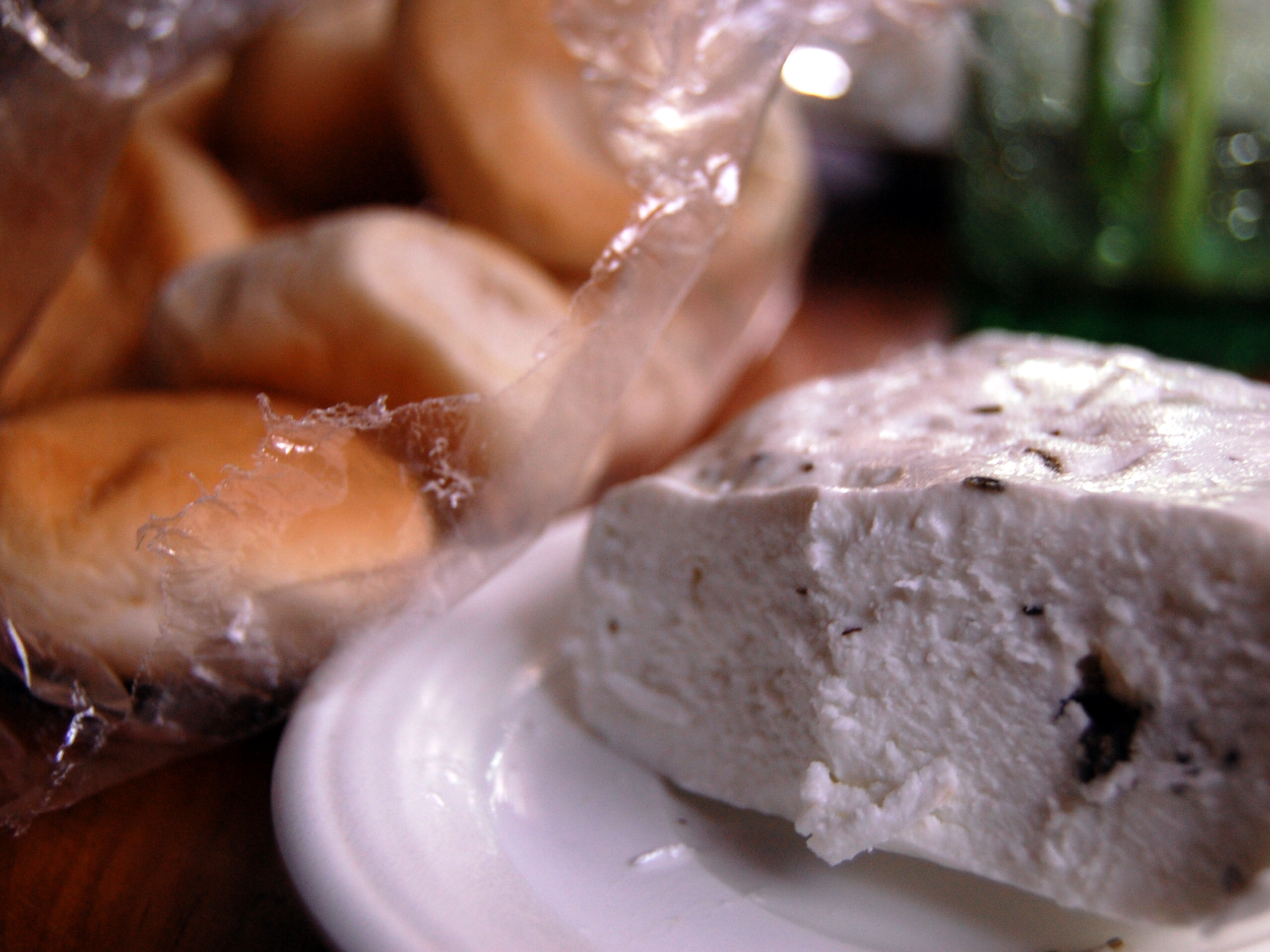
ケソンプティはケスィージョとも呼ばれている
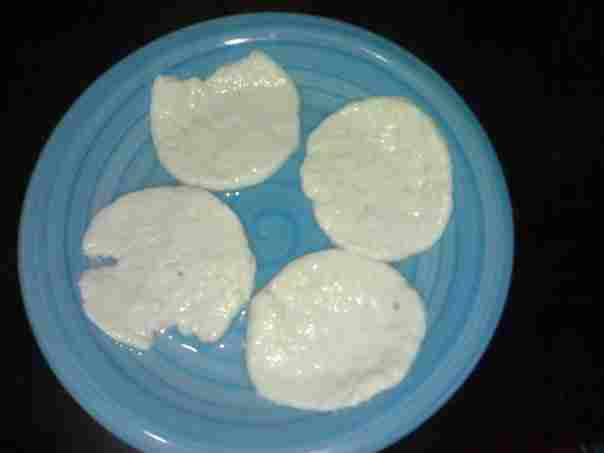
セブアノ式（英語版） ケソ

## ベネズエラ

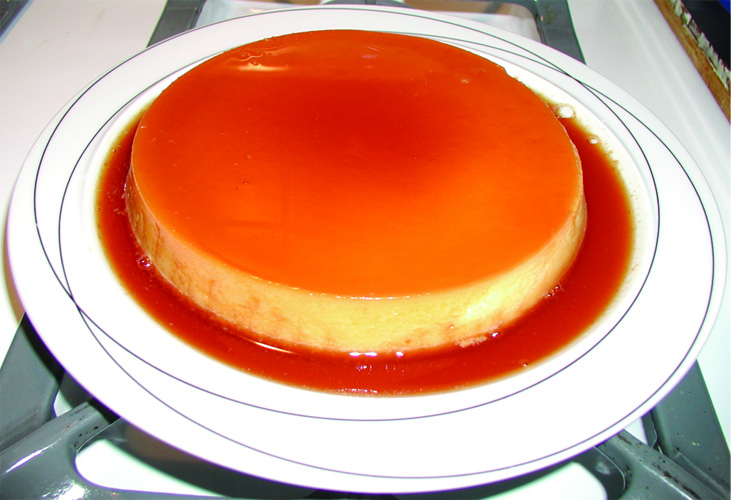
ベネズエラのケスィージョ

ベネズエラにおけるケスィージョは、卵とコンデスミルクとカラメルで作られたデザートを指し、クレームキャラメルおよびフランと似た性質を持つ。
この料理が生み出されたのは18世紀だが、当時はコンデスミルクではなく、1ポンドの砂糖と4カップ分の牛乳が使われていた。
ベネズエラの北に位置するABC諸島のアルバ、ボネール島、キュラソーにも同様のデザートがある。